# 詹姆斯·爱德华·史密斯
詹姆斯·爱德华·史密斯爵士（英語：Sir James Edward Smith，1759年12月2日—1828年3月17日）是一名英国植物学家，并为倫敦林奈學會的创始者。